# Bố nuôi Mr. Kim
Bố nuôi Mr. Kim! (tiếng Hàn: 힘내요, 미스터 김!; Romaja: Himnaeyo, Miseuteo Kim!) là một bộ phim truyền hình Hàn Quốc 2012-2013 được phát sóng trên KBS1 từ ngày 5 tháng 11 năm 2012 đến ngày 26 tháng 4 năm 2013 phát từ thứ hai đến thứ sáu lúc 20:25 gồm 124 tập.

## Phân vai

### Nhân vật chính
- Kim Dong-wan vai Kim Tae-pyung
- Choi Jung-yoon vai Chun Ji-young
- Wang Ji-hye vai Lee Woo-kyung
- Yang Jin-woo vai Baek Gun-wook

### Nhân vật phụ
"Trẻ con" nhà họ Kim
- Seo Ji-hee vai Kim Hee-rae
- Noh Jung-ui vai Nam Song-ah
- Yeon Joon-seok vai Ri Cheol-ryong
- Oh Jae-moo vai Go Joo-sung

Gia đình Chun
- Baek Il-seob vai Chun Kyung-sool
- Lee Doo-il vai Chun Myung-kwan
- Jin Kyung vai Jo Jae-nam
- Kim Soo-yeon vai Chun Joo-hee

Gia đình họ Lee
- Choi Il-hwa vai Lee Sang-gook

Ba của Woo-kyung.
- Sa Mi-ja vai Oh Ssang-shim
- Jung Jae-soon vai Oh Ssang-ji
- Kang Sung-min vai Lee Ho-kyung

Gia đình họ Baek
- Lee Jung-gil vai Baek Jae-sang

Ba của Gun-wook.
- Kim Hye-sun vai Hong Hae-sook

Mẹ của Gun-wook.
Vai khác
- Song Seo-yeon vai Joo Yeon-ji
- Kim Deok-hyeon vai Director Kim
- Yoo Yeon-ji vai Jang Hye-ryung
- Lee Jong-gu vai Moon Gyo-soo
- Jo Jung-rae vai Byung-jin

## Giải thưởng và đề cử
| Năm  | Giải                   | Thể loại                                   | Người nhận     | Kết quả   |
| ---- | ---------------------- | ------------------------------------------ | -------------- | --------- |
| 2012 | KBS Drama Awards       | Excellence Award, Actor in a Daily Drama   | Kim Dong-wan   | Đoạt giải |
| 2012 | KBS Drama Awards       | Excellence Award, Actress in a Daily Drama | Choi Jung-yoon | Đề cử     |
| 2012 | KBS Drama Awards       | Excellence Award, Actress in a Daily Drama | Wang Ji-hye    | Đề cử     |
| 2012 | KBS Drama Awards       | Best Young Actor                           | Oh Jae-moo     | Đề cử     |
| 2012 | KBS Drama Awards       | Best Young Actor                           | Yeon Joon-seok | Đề cử     |
| 2012 | KBS Drama Awards       | Best Young Actress                         | Noh Jung-ui    | Đề cử     |
| 2012 | KBS Drama Awards       | Best Young Actress                         | Seo Ji-hee     | Đề cử     |
| 2013 | 6th Korea Drama Awards | Excellence Award, Actor                    | Kim Dong-wan   | Đoạt giải |